# 埃姆斯伯里 (马萨诸塞州)
埃姆斯伯里是美国马萨诸塞州埃塞克斯县的一座城市，位于梅里马克河河口附近的左岸，与纽伯里波特及西纽伯里隔河相望，索尔兹伯里位于其下游。根据2020年美国人口普查结果，该市人口为17,366人。埃姆斯伯里昔日以农业和工业为其主要产业，如今则以居民区为主。它也是马萨诸塞州最北端的两座城镇之一（另一座为索尔兹伯里）。

## 历史

### 定居点时期
1637年，第一个在索尔兹伯里-埃姆斯伯里地区定居的英格兰殖民者约翰·贝利（John Bayly）从纽伯里渡过梅里马克河来到此地，建造小木屋，开垦土地。他曾打算派人将他的妻子儿女从英格兰接到此地定居，但未实现。因其雇工威廉·斯库勒（William Schooler）犯有谋杀罪行，二人均被逮捕，最终斯库勒被处以绞刑，贝利无罪释放。后来，由于附近的殖民地承诺如果他只将其捕获的鱼卖给该殖民地，就赋予他在梅里马克河上的捕鱼权，因此贝利放弃耕作，转而捕鱼。
1638年9月6日，马萨诸塞立法机构代表纽伯里的几名请愿者，在梅里马克河左岸北至汉普顿的地区建立了一座种植园，称为梅里马克（Merrimac），同时获准组建城镇。但此时，印第安人部落仍占据这一区域，以打猎、捕鱼为生。
英国内战期间，部分叛乱者离开家乡，前往马萨诸塞湾殖民地，其中一部分人选择到梅里马克种植园定居。尽管他们名义上仍旧是国王的臣民，但他们拒不服从国王，并与本土的议会派保持着密切的联系。殖民地立法机构自主运作，通过法律，建立法院和城镇，并组织殖民地的整体防御体系。与此同时，他们建立了独立于英国国教会之外的清教教会。
1639年初春，大约60名殖民者在已被当地印第安人开垦的土地上定居。这一年5月，他们通过选举产生了规划委员会，对绿地、街道、墓地等用地进行了规划，建立城镇，并根据所拥有的财产分配给殖民者土地。11月，立法机构向当地委派了一个由六人组成的政府，要求土地所有者在他拥有的土地上居住。因此，他们开始分配帕瓦河（Pow-wow river）以西的土地。该城镇原名科尔切斯特（Colchester），1640年10月更名为索尔兹伯里，这可能是因为出身于英格兰索尔兹伯里的克里斯托弗·巴特（Christopher Batt）的建议。城镇的建立使其获得殖民地法律的承认，并拥有由在法定边界内居住的公民授权的政府。索尔兹伯里建制之初，面积比现在的大很多倍，此后几百年间，有几座城镇与之分离，使其面积大大缩小。
1641年1月12日，镇民会议下令在帕瓦河北岸和西岸修建道路。4月21日，另一次会议授予威廉·奥斯古德（William Osgood）帕瓦河沿岸的50英亩高地和10英亩草地，条件是建造一座锯木厂。该厂运用帕瓦河水驱动水轮，生产供当地使用的木材和供出口的木制品。1642年，索尔兹伯里开始鼓励定居者到帕瓦河西岸定居，并建立“新城”，但应者寥寥。“新城”即为埃姆斯伯里建城史的开端。
1643年，马萨诸塞立法机构将殖民地划分为四个县：埃塞克斯县、诺福克县、米德尔塞克斯县和萨福克县，其中，诺福克县包含索尔兹伯里、汉普顿、黑弗里尔、埃克塞特、多佛等地。这种划分基于当时殖民地内四座法院的分布，利于法律的行使。自1635年3月3日建立4座法院以来，立法机构认为有必要继续增加法院并重新划分其辖区，从而减少地方法官办案时的困扰。
尽管前往“新城”定居的殖民者不断增加，并陆续占有了帕瓦河西岸的土地，但新城仍不具有正式的法律地位。1654年1月14日，镇民会议达成协议，将索尔兹伯里分为“旧城”和“新城”两部分，各自处理自己的事务，两部分以帕瓦河为界。1月19日，协议正式生效，新城通过选举产生了一个新政府，该政府声称对“公众所关心的一切问题”都具有权威。他们仍然向旧城纳税，并希望得到来自旧城的服务。为确保公平代表权，旧城董事会中也有来自新城的成员。
1658年5月26日，新城向立法机构请求获得独立城镇地位，但旧城拒绝了该请求。旧城还要求包括新城居民在内的所有居民都必须参加旧城的教堂礼拜，并对每次错过礼拜的定居者处以罚款。教堂和传教士免缴税款。新城的牧师约瑟夫·皮斯利（Joseph Peasley）和追随他的教徒因试图违抗立法机构，被传唤到伊普斯威奇（Ipswich）的地方法院“为他们的不服从负责”，处以罚款，同时皮斯利被禁止传道。1660年，另一份要求分离的请愿被拒绝。
前往旧城教堂做礼拜需要走几英里的路程，给新城的人民造成了负担。为解决这一问题，新城建造了一个新的议事场所，并要求立法机构向新城派一位传教士。1666年，立法机构同意了新城的请求，同年6月15日，新城政府成立，并推选出了其官员。新城起初命名为新索尔兹伯里，但在1667年即更名为埃姆斯伯里。1668年4月29日，埃姆斯伯里正式以此名称获得建制镇地位。

### 建制镇时期
菲利普國王戰爭之后，新罕布什尔皇家省成立，将诺福克县北部的几个城镇并入其中，马萨诸塞也因此缩小到现在的范围。马萨诸塞立法机构裁撤了诺福克县，将索尔兹伯里和埃姆斯伯里并入埃塞克斯县。
建制之初，埃姆斯伯里只是一个普通的农业小镇，后来，其海洋和工业经济开始发展。造船业、航运业和渔业在埃姆斯伯里也占有重要地位。在横跨梅里马克河的桥梁落成之前，从埃姆斯伯里经由梅里马克河到纽伯里波特的航运业十分繁荣。1741年，马萨诸塞湾省边界调整，牛顿从埃姆斯伯里划出，并入新罕布什尔省。
1800年左右，埃姆斯伯里的马车制造业开始兴起，这一行业后来演变为汽车车身制造业，当时著名的制造厂有沃克车身公司、布里格斯马车公司、比德尔-斯玛特工厂等，但大萧条终结了这里的车身制造业。此外，1856年，梅里马克制帽公司成立，几年间就成为全美最大的制帽商之一。
1876年，梅里马克从埃姆斯伯里划出。1886年，西索尔兹伯里并入埃姆斯伯里。
19世纪于埃姆斯伯里兴办的报纸有《埃姆斯伯里每日新闻报》（Amesbury Daily News）、《梅里马克报》（Merrimac Journal）、《晨快报》（Morning Courier）、《晚快报》（Evening Courier）、《新英格兰纪事报》（New England Chronicle）、《文本报》（Transcript）和《村民报》（Villager）等。20世纪当地较有影响力的报纸有《埃姆斯伯里倡导者报》（Amesbury Advocate）、《埃姆斯伯里新闻报》（Amesbury News）、《埃姆斯伯里时报》（Amesbury Times）和《领袖报》（Leader）。
在这一时期，埃姆斯伯里落成了一些联邦式建筑和維多利亞時代建築等近代建筑，成为这座城镇的一大特色。1888年，生于埃姆斯伯里的《美国独立宣言》首名签署者乔赛亚·巴特利特的纪念雕像落成并揭幕。1929年11月11日，另一座由伦纳德·克拉斯克（Leonard Craske）雕刻的纪念一战时期美军士兵的雕塑在埃姆斯伯里中学前的草坪落成。

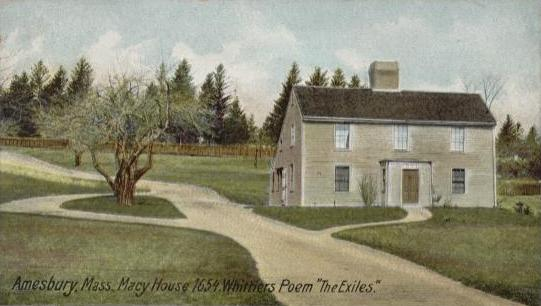
托马斯·梅西之家，约1905年
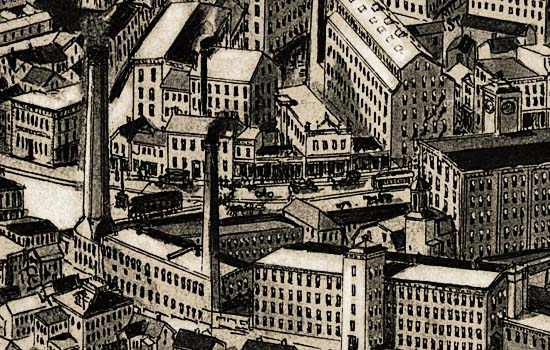
埃姆斯伯里的工厂，1914年
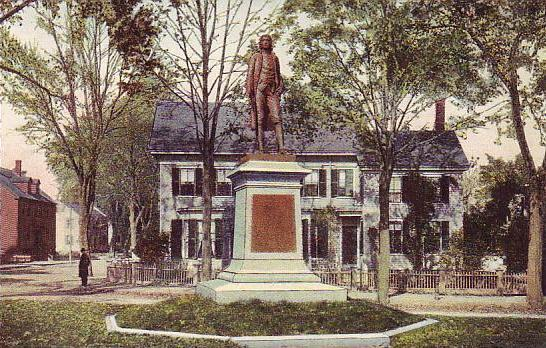
《美国独立宣言》签署者乔赛亚·巴特利特的纪念雕像，约1910年
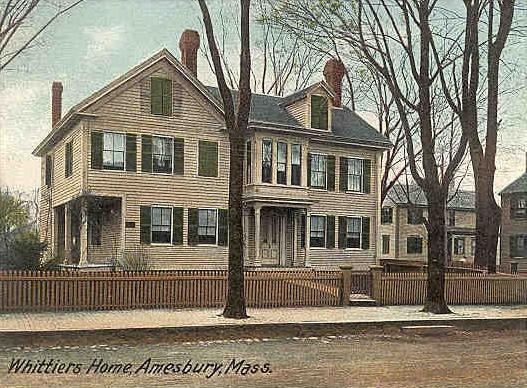
惠蒂埃故居，1909年
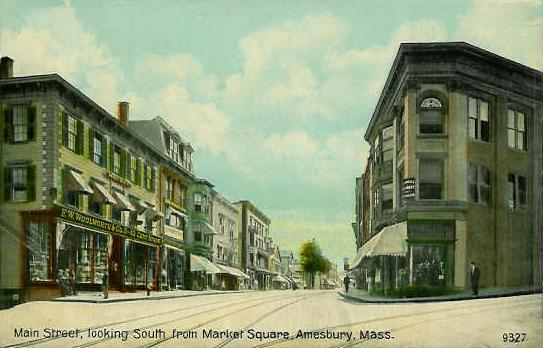
埃姆斯伯里主干道，1911年

### 建制市时期
1996年，埃姆斯伯里获得建制市地位，并采用市长-议会制政府，但由于选民认为埃姆斯伯里“太小、太古雅”，故城市正式名称仍为“埃姆斯伯里镇”（Town of Amesbury）。2011年11月，选民投票通过了一项议案，将正式名称改为“埃姆斯伯里市”（City of Amesbury），并将全市各个场合的旧名称均改为新名称，但城市官方图章上“埃姆斯伯里镇”的字样却未作变动。2013年，市政府曾通过法案，要求将官方图章中的字样正名为“埃姆斯伯里市”，但未成功。

## 地理

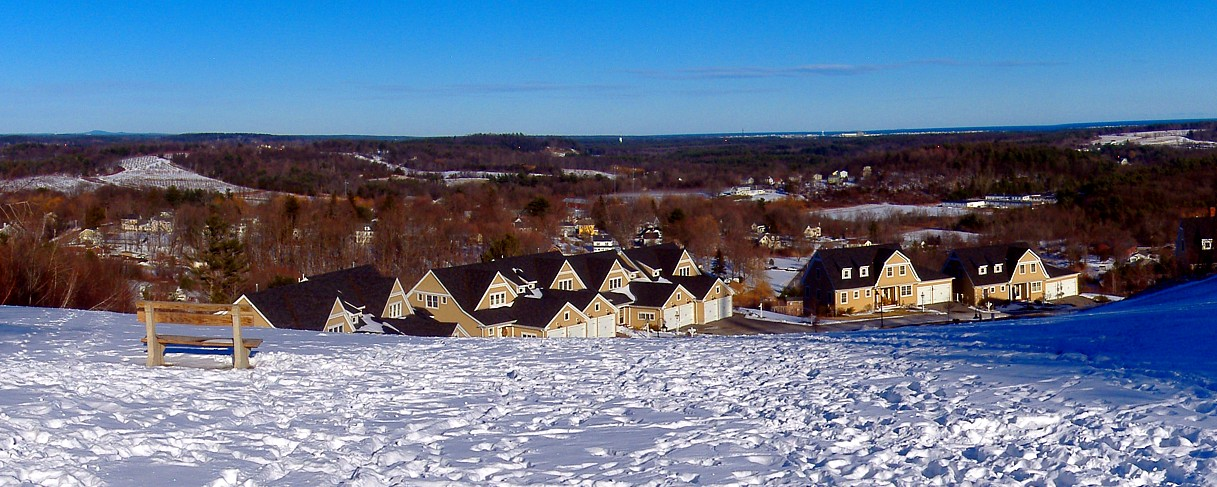
从帕瓦山向东北远眺

埃姆斯伯里位于42°51′29″N 70°55′50″W / 42.85806°N 70.93056°W。根据美国普查局的数据，全市面积13.7平方英里（35.5平方）, 其中陆地面积12.3平方英里（31.8平方），水域面积1.5平方英里（3.8平方），水域率10.65%。帕瓦山（Powwow Hill）海拔331英尺（101），是全市最高点。那里曾经是印第安人举行“帕瓦”仪式的地方，可以远眺缅因州和安角。埃姆斯伯里地处梅里马克河北岸、马萨诸塞州北端，其最北端与全州最北端（位于索尔兹伯里）相距不远，东临索尔兹伯里，南接纽伯里波特、西纽伯里，西靠梅里马克，北与新罕布什尔州南安普顿接壤。帕瓦河流经埃姆斯伯里，将市区一分为二，后河在市中心汇入帕瓦河。市内河湖密布，森林繁茂。

## 政治
埃姆斯伯里市政府为市长-议会制，现任市长为卡珊德拉·戈夫（Kassandra Gove）。该市隶属马萨诸塞州参议院埃塞克斯县第一选区。

## 人口
根据2000年美国人口普查数据，埃姆斯伯里共有16,450人，6,380户，人口密度为每平方英里1,326.3人（每平方公里512.2人）。全市共有6,623个住房单位，密度为每平方英里534.0个（每平方公里206.2个）。非拉丁裔白人占全市人口的97.2%，拉丁裔占0.9%，非裔占0.6%，原住民占0.22%。
在全市6,380户当中，34.5%有18岁以下的孩子，51.2%是共同生活的已婚夫妇，11.3%有与丈夫分居的已婚妇女，33.7%并非家庭。单人户占总户数的26.8%，而只有一名65岁以上老人的单人户则占8.9%。住户平均规模为2.52人，其中家庭户平均规模为3.09人。
人口年龄构成方面，26.1%的人口年龄低于18岁，6.1%的人口年龄介于18至24岁，33.8%的人口年龄介于25至44岁，22.0%的人口年龄介于45至64岁，12.0%的人口年龄在65岁以上，中位数年龄为37岁。性别比例方面，总人口性别比为93.1（以女性为100），成年人口性别比为89.7（以女性为100）。
全市住户平均收入为34,906美元，家庭户平均收入为62,875美元，男性平均收入为25,489美元，女性平均收入为31,968美元，总体人均收入为23,103美元。5.9%的人口和3.9%的家庭低于贫困线。

## 交通

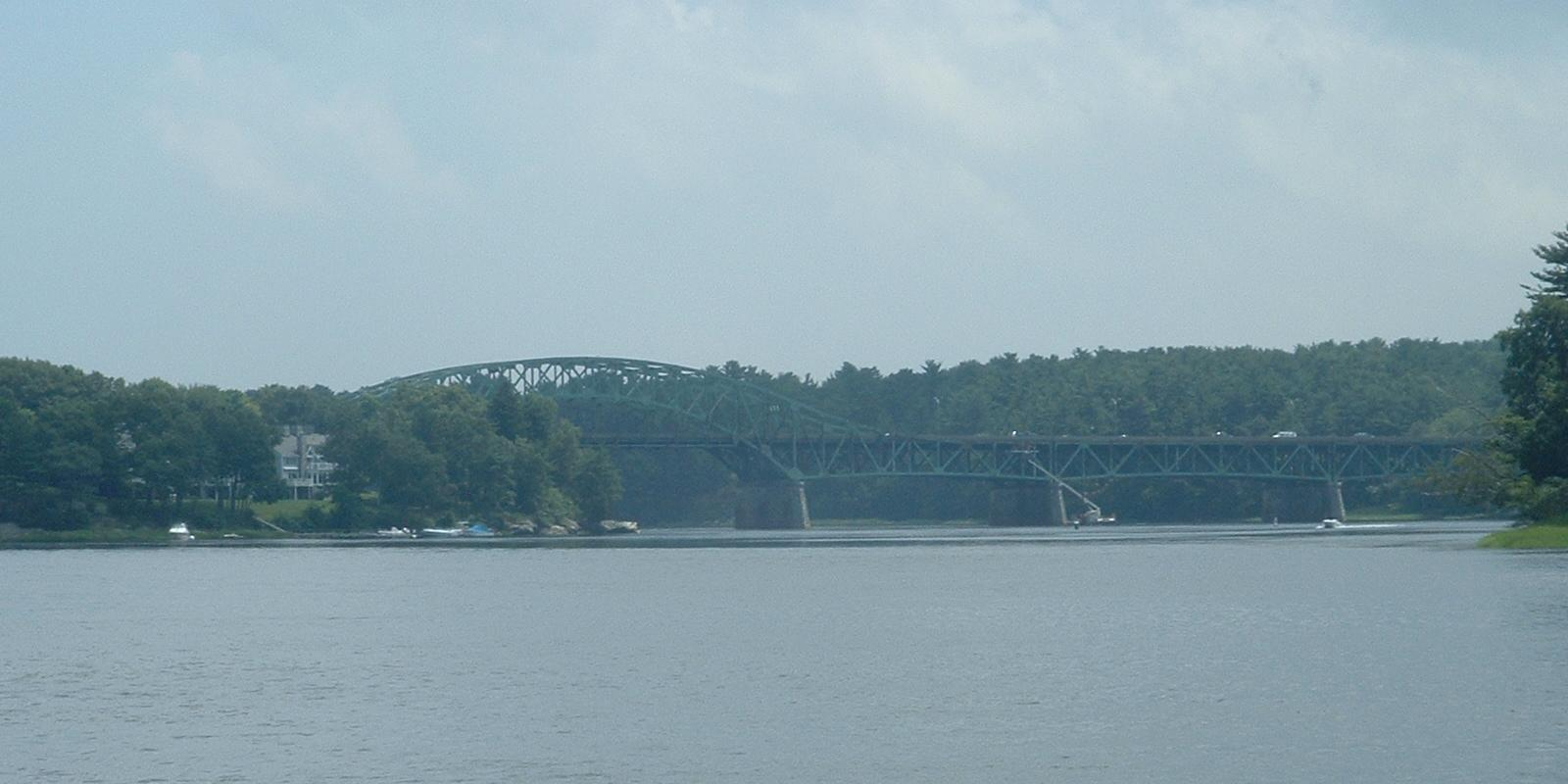
惠蒂埃纪念大桥

埃姆斯伯里交通便利，两条州际公路过境。495号州际公路自西向东穿过市区，其间有两个出口，最终在附近的索尔兹伯里与95号州际公路汇合。95号州际公路沿着約翰·格林里夫·惠蒂埃纪念大桥进入市境，穿过市区东南角。埃姆斯伯里重要的桥梁还有德里克·S·海恩斯（Derek S. Hines）纪念大桥（位于市内）以及链桥（连接埃姆斯伯里与纽伯里波特，马萨诸塞州唯一的悬索桥）等。梅里马克河谷地区运输管理局负责埃姆斯伯里的公交系统，市内有两条联外公交线路。

## 教育
埃姆斯伯里主要的教育机构如下：
- 埃姆斯伯里公立学校系统（英语：Amesbury Public Schools）
  - 埃姆斯伯里小学（Amesbury Elementary School）
  - 查尔斯·C·凯什曼小学（Charles C. Cashman Elementary School）
  - 埃姆斯伯里中学（英语：Amesbury Middle School）
  - 埃姆斯伯里高中（英语：Amesbury High School）
  - 埃姆斯伯里创新高中（Amesbury Innovation High School）
- 斯帕霍克学校（Sparhawk School）

传统上，埃姆斯伯里和纽伯里波特的高中美式橄榄球队互为对手，两队每逢感恩节时都举行比赛。埃姆斯伯里高中美式橄榄球队以“印第安人”为吉祥物。

## 文化
埃姆斯伯里公立图书馆是该市重要的文化中心，有丰富的关于当地历史和家谱的藏书，并向公众开放。近年来，埃姆斯伯里公立图书馆积极与各大教育、学术机构合作。

## 旅游景点
- 埃姆斯伯里马车博物馆
- 埃姆斯伯里帽子博物馆
- 链桥（英语：Chain Bridge (Massachusetts)）
- 巴特利特博物馆（英语：Bartlett Museum, Inc.）
- 约翰·格林里夫·惠蒂埃故居（英语：John Greenleaf Whittier House）
- 洛厄尔船店（英语：Lowell's Boat Shop）

## 名人
- 乔赛亚·巴特利特（1729-1795），《美国独立宣言》签署人之一，曾任新罕布什尔州州长
- 約翰·格林里夫·惠蒂埃（1807-1892），诗人，废奴主义者
- 瑪麗·貝克·艾迪（1821-1910），基督教科学教会创始人
- 罗伯特·弗罗斯特（1874-1963），诗人
- 杰弗里·多诺万（1968-），演员

## 国际交流

### 友好城市
- 伊萨巴卢（英语：Esabalu），1987年[50]

### 引用
1. ↑  . United States Census Bureau.   [July 25, 2020]. （原始内容存档于2021-03-21）.
2. 1 2  Merrill 1880，第6–7頁.
3. 1 2 3  Merrill 1880，第22頁
4. ↑  Ryder, Jill. . Carriage Assoc. of America. 2003-03-01: 57  [2022-04-29]. （原始内容存档于2022-04-27） （英语）.
5. ↑  . Heritage Books. June 1997: 160  [2022-04-29]. ISBN 978-0-7884-0651-5. （原始内容存档于2022-04-27） （英语）.
6. 1 2  Merrill 1880，第8頁.
7. 1 2  Massachusetts., Colonial Society of. . The Society. 1980: 17. OCLC 7321509.
8. 1 2  Barnes, Viola Florence. . Yale University Press. 1923: 6–7  [2022-04-29]. （原始内容存档于2022-05-13） （英语）.
9. ↑  Merrill 1880，第9–10頁.
10. ↑  Merrill 1880，第10–14頁
11. ↑  Arrington 1922，第17頁.
12. 1 2  Merrill 1880，第18–20頁.
13. ↑  Merrill 1880，第22–25頁.
14. ↑  Merrill 1880，第28–29頁.
15. 1 2  Merrill 1880，第50–51頁.
16. ↑  Merrill 1880，第54頁.
17. ↑  Merrill 1880，第56頁.
18. 1 2 3  Merrill 1880，第60–61頁.
19. ↑  Merrill 1880，第74–75頁.
20. 1 2  Merrill 1880，第84–86頁
21. 1 2  Merrill 1880，第90–92頁.
22. ↑  .   [2022-04-29]. （原始内容存档于2022-04-27）.
23. ↑  Brown, Nell Porter. . Harvard Magazine. 2015-06-16  [2021-07-15]. （原始内容存档于2021-07-18） （英语）.
24. ↑  . New England Today. 2020-02-12  [2021-07-15]. （原始内容存档于2022-01-17） （美国英语）.
25. ↑  Callahan, Joe. . The Daily News of Newburyport.   [2021-07-15]. （原始内容存档于2021-07-15） （英语）.
26. ↑  Suneson, Grant; Harrington, John. . USA TODAY.   [2021-07-15]. （原始内容存档于2021-04-10） （美国英语）.
27. ↑  Merrill 1880，第164頁
28. ↑  Merrill 1880，第315–316頁
29. 1 2  . Northshore Magazine. 2013-01-24  [2021-07-15]. （原始内容存档于2021-07-18） （美国英语）.
30. ↑  Berry, Melissa. . The Daily News of Newburyport.   [2021-07-15]. （原始内容存档于2021-03-02） （英语）.
31. ↑  Sullivan, Jim. . The Daily News of Newburyport.   [2021-07-15]. （原始内容存档于2018-06-30） （英语）.
32. ↑  . Boston.com.   [2021-07-15]. （原始内容存档于18 April 2016） （美国英语）.
33. ↑  Leonard-Solis, Liam. . The Daily News of Newburyport.   [2021-07-15]. （原始内容存档于2021-07-15） （英语）.
34. ↑  Ryder, Jill. . Carriage Assoc. of America. 2003-03-01: 59  [2022-04-29]. （原始内容存档于2022-04-27） （英语）.
35. ↑  Court, Massachusetts General. . 1887: 112  [2022-04-29]. （原始内容存档于2022-04-28） （英语）.
36. ↑  . NY: Printer's Ink Pub. Co. 1909  [13 May 2012].
37. 1 2  Boston Public Library, Microtext Department.  (PDF). Newspapers on Microfilm.   [13 May 2012]. （原始内容存档于25 June 2003）.
38. ↑  Editorial Staff. . State History Publications. 2008-01-01  [2022-04-29]. ISBN 978-1-878592-67-5. （原始内容存档于2022-04-28） （英语）.
39. ↑  . The New York Times. 1888-07-04  [2021-07-15]. ISSN 0362-4331. （原始内容存档于2022-04-28） （美国英语）.
40. ↑  Rogers, Dave. . The Daily News of Newburyport.   [2021-07-15]. （原始内容存档于2021-07-15） （英语）.
41. 1 2  Cerullo, Mac. . Newburyport News. January 8, 2013  [2022-04-29]. （原始内容存档于2014-08-16）.
42. ↑  Laidler, John. . The Boston Globe. November 13, 2011. （原始内容存档于3 December 2016）.
43. ↑  . United States Census Bureau. 2011-02-12  [2011-04-23]. （原始内容存档于2020-07-13）.
44. ↑  Massachusetts General Court, , Session Laws: Acts (2011),   [April 15, 2020], （原始内容存档于2022-03-31）
45. ↑  . Census.gov.   [June 4, 2015]. （原始内容存档于2021-08-29）.
46. ↑  Census 2000 Archive.today的存檔，存档日期February 12, 2020，
47. ↑  . 16 February 2017  [2022-04-29]. （原始内容存档于2018-11-16）.
48. ↑  Amesbury Public Library. .   [2013-02-27]. （原始内容存档于2021-04-18）.
49. ↑  Amesbury Public Library. .   [2012-05-13]. （原始内容存档于2019-09-08）.
50. ↑  . amesburyforafrica.org.   [2017-03-27]. （原始内容存档于2022-03-28） （美国英语）.